# Sennep-slægten
Sennep-slægten (Sinapis) er en slægt med 4 arter, som er udbredt i Nordafrika, Mellemøsten (til og med Pakistan), Kaukasus og Europa. Det er oftest enårige, eller sjældnere: flerårige, urteagtige planter med en opret, busket vækst.  Bladene er skruestillede, hele eller sammensatte med bugtet til fjersnitdelt rand. Blomsterne er samlet i løse, oprette stande for enden af hver stængelforgrening. De enkelte blomster er regelmæssige og 4-tallige med gule kronblade. Frugterne er skulper, der åbnes med to klapper og indeholder 2-20 frø. Frøene er olieholdige og beholder spireevnen meget længe (mere end 40 år).
| Beskrevne arter |

- Agersennep (Sinapis arvensis)
- Gul sennep (Sinapis alba)

| Andre arter |

- Sinapis flexuosa
- Sinapis pubescens

Bemærk, at sort sennep (Brassica nigra) trods navnet hører hjemme i slægten kål.